# Paddy Kenny
Patrick "Paddy" Joseph Kenny (nacido en Halifax, Yorkshire, Inglaterra, el 17 de mayo de 1978) es un exjugador profesional de fútbol Irlandés. Se retiró el año 2018.

## Carrera
En los primeros pasos de su carrera, jugó en el Bradford Park Avenue, Whitby Town y después se trasladó a Bury.
En 2002, después de haber disputado 145 partidos en competiciones de Liga y Copa con el Bury, fichó por el Sheffield United. Allí, disputó más de 300 partidos oficiales.
En 2009, fue suspendido nueve meses del fútbol por dopaje.

## Selección nacional
Aunque es nacido en Inglaterra, Paddy jugó para la selección de Irlanda ya que sus padres son nacidos allí.

## Clubes
| Club                              | País       | Año       |
| --------------------------------- | ---------- | --------- |
| Bradford Park Avenue A. F. C.     | Inglaterra | 1997-1998 |
| Bury F. C.                        | Inglaterra | 1998-2002 |
| Sheffield United F. C.            | Inglaterra | 2002-2010 |
| Queens Park Rangers F. C.         | Inglaterra | 2010-2012 |
| Leeds United F. C.                | Inglaterra | 2012-2014 |
| Bolton Wanderers F. C.            | Inglaterra | 2014-2015 |
| Oldham Athletic A. F. C. (cedido) | Inglaterra | 2014      |
| Ipswich Town F. C.                | Inglaterra | 2015      |
| Bury F. C.                        | Inglaterra | 2015      |
| Rotherham United F. C.            | Inglaterra | 2016      |
| Northampton Town F. C.            | Inglaterra | 2016-2017 |
| Maltby Main F. C.                 | Inglaterra | 2017-     |